# Prognathodes aya
Prognathodes aya is een  straalvinnige vissensoort uit de familie van koraalvlinders (Chaetodontidae). De wetenschappelijke naam van de soort is voor het eerst geldig gepubliceerd in 1886 door Jordan.
De soort staat op de Rode Lijst van de IUCN als niet bedreigd, beoordelingsjaar 2009.